# Balantiucha decorata
Balantiucha decorata är en fjärilsart som beskrevs av W. Warren 1898. Balantiucha decorata ingår i släktet Balantiucha och familjen Uraniidae. Inga underarter finns listade i Catalogue of Life.